# 瓦洛雷耶
瓦洛雷耶（法語：Valoreille，法語發音：[valɔʁɛj]）是法国杜省的一个市镇，属于蒙贝利亚尔区。

## 地理
瓦洛雷耶（47°18'1"N, 6°44'35"E）面积7.58 平方千米，位于法国勃艮第-弗朗什-孔泰大區杜省，该省份为法国东部内陆省份，北起上索恩省，西接汝拉省，东部及东南部与瑞士接壤，东北部与贝尔福地区省接壤。
与瓦洛雷耶接壤的市镇（或旧市镇、城区）包括：莱泰尔德绍、贝勒埃尔布、弗勒雷、奥尔让-布朗什方丹、沃克吕索特。

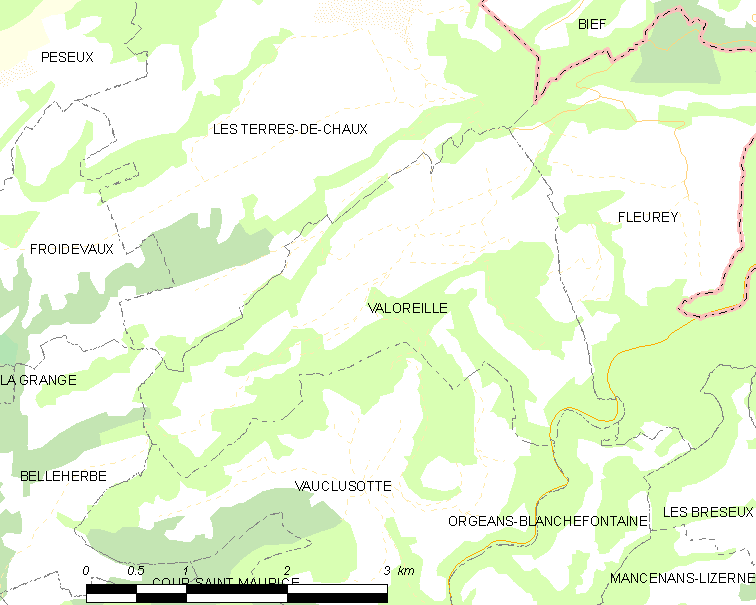
瓦洛雷耶的OSM定位图

瓦洛雷耶的时区为UTC+01:00、UTC+02:00（夏令时）。

## 行政
瓦洛雷耶的邮政编码为25190，INSEE市镇编码为25584。

## 政治
瓦洛雷耶所属的省级选区为迈什县。

## 人口

1962-2008年间瓦洛雷耶人口变化图示

瓦洛雷耶于2022年1月1日时的人口数量为125人。